# 密碼棒
在密碼學裡，密碼棒是個可使的傳遞訊息字母順序改變的工具，由一條加工過、且有夾帶訊息的皮革繞在一個木棒所組成。在古希臘，文書記載著斯巴達人用此於軍事上的訊息傳遞。

密碼接受者需使用一個相同尺寸、讓他將密碼條繞在上面解讀的棒子。快速且不容易解讀錯誤的優點，使它在戰場上大受歡迎。
但是它很容易就被破解了。

## 加密
假設那棒可寫下四個字母使之圍繞成圓圈且5個字母可連成一線。

範例文字："Help me I am under attack".

欲加密：

_________

H E L P M

E I A M U

N D E R A

T T A C K

__________

==>"HENTEIDTLAEAPMRCMUAK"

## 解密
解密的方法其實就是將編碼方法反過來：

假設編碼文為"HENTEIDTLAEAPMRCMUAK"

__________________________

Ｈ　Ｅ　Ｎ　Ｔ---------

Ｅ　Ｉ　Ｄ　Ｔ---------

Ｌ　Ａ　Ｅ　Ａ---------

Ｐ　Ｍ　Ｒ　Ｃ---------

Ｍ　Ｕ　Ａ　Ｋ---------

＿＿＿＿＿＿＿＿＿＿＿＿＿＿＿

==>"HELPMEIAMUNDERATTACK"

## 歷史
間接的證據指出，最早提到密碼棒的是一位西元前7世紀的希臘詩人阿爾基羅庫斯，後來的希臘和羅馬作家也在作品提到。
希臘歷史學家普魯塔克（Plutarch）曾寫下密碼棒的用法。